# Schloss Mittersill
Schloss Mittersill är ett slott i Mittersill i det österrikiska förbundslandet Land Salzburg. Det uppfördes ursprungligen på 1100-talet och har sedan dess genomgått flera till- och ombyggnader. Under andra världskriget användes slottet av bland annat SS-organisationen Ahnenerbe som inrättade Sven Hedin-institutet i lokalerna.